# Batavia (Argentina)
Batavia es una localidad del departamento Gobernador Dupuy, en el sur de la provincia de San Luis, Argentina.
Se encuentra sobre las vías del Ferrocarril General San Martín que corre en paralelo a la ruta provincial 12.

## Población
Contó con 349 habitantes (Indec, 2010), lo que representó un incremento del 6 % frente a los 328 habitantes (Indec, 2001) del censo anterior.
Según el censo 2022 la población total de la Comisión municipal fue de 467 personas. En tanto, el número de viviendas registradas fue de 175.
| Gráfica de evolución demográfica de Batavia entre 1947 y 2022 |
|                                                               |
| Fuente: Censos nacionales del INDEC                           |

## Clima
El mes más caluroso es enero, con máxima absoluta de 42,2 °C y el más frío es julio con temperatura mínima absoluta de -10,9 °C.